# Plicatula gibbosa
Plicatula gibbosa är en musselart som beskrevs av Jean-Baptiste Lamarck 1801. Plicatula gibbosa ingår i släktet Plicatula och familjen Plicatulidae. Inga underarter finns listade i Catalogue of Life.

Vänster klaff